# Melkojesee
Der Melkojesee (russisch Озеро Мелкое) ist ein 270 km² großer See am Putorana-Gebirge, dem Nordwestteil des Mittelsibirischen Berglands in der Region Krasnojarsk, Sibirien, Russland (Asien).

## Geographische Lage
Der Melkojesee liegt rund 325 km nördlich des nördlichen Polarkreises in einem großflächigen Tal zwischen dem nördlich und östlich befindlichen Putorana-Gebirge (max. 1701 m) und dem westlich gelegenen Lontokoiski-Kamen-Gebirge (max. 760 m). Er erstreckt sich durchschnittlich etwa 40 km östlich von Norilsk.
Die jeweils einiges vom See entfernten Berge des Putorana-Gebirges sind nördlich in den Charaelachbergen bis rund 851 m und östlich in den Lamskiebergen bis 973 m hoch. Während er von der Lama und Bächen, wie Ajakli und Glubokaja, gespeist wird, ist die Talaja sein einziger Abfluss, deren Wasser über Norilka und Pjassina zur Karasee (Teil des Nordpolarmeers) fließt. 
Der etwa 44 m hoch gelegene See ist rund 28 km lang und bis 11 km breit. Er ist im Mittel 3,9 m und im Maximum etwa 22 m tief. Sein Einzugsgebiet ist etwa 12.100 km² groß. Weder am See noch in seiner Umgebung gibt es Siedlungen, aber an seinem Ufer stehen mancherorts Isbas, traditionelle russische Holzhütten. Im See liegen einige recht große Inseln.
Im Einzugsgebiet des Melkojesees liegen im Ostnordosten der Lamasee, mit dem nördlich davon gelegenen Kaptschuksee, und im Ostsüdosten der Glubokojesee, mit den oberhalb davon befindlichen Seen Gudke, Sobatschje, Nakomjaken und Tonelj, sowie zudem zahlreiche Kleinseen und viele Fließgewässer.

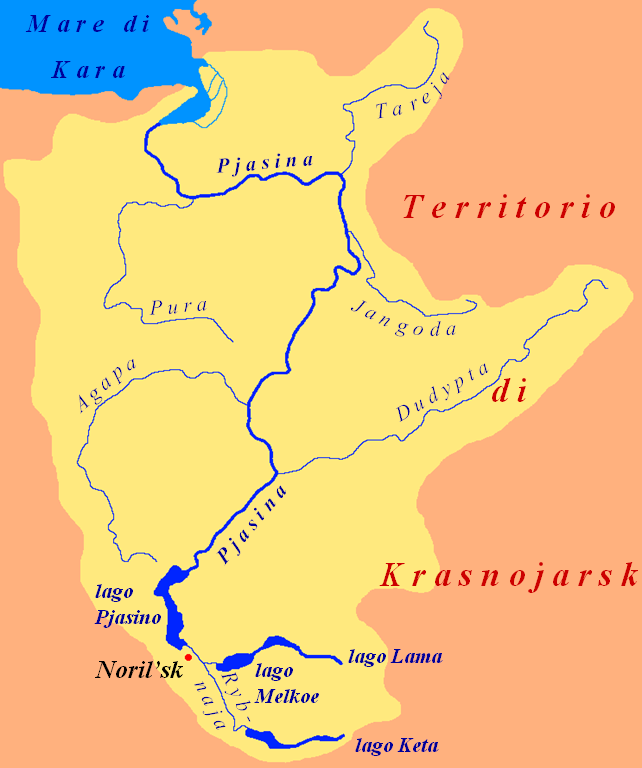
Lage des Melkojesees im Einzugsgebiet der Pjassina

## Name und Erforschung
Auf der 1911 vom russischen Generalstab veröffentlichten Karte des asiatischen Russlands trägt der See den Namen Bystrowskoje; seit langer Zeit jedoch heißt er Melkojesee. Er wurde erstmals durch den russisch-sowjetischen Geologen und Polarforscher Nikolai Urwanzew (1893–1985) und seinem Kollegen Basanow während einer Expedition von 1921 erforscht und beschrieben.

## Klima, Flora und Fauna
Die Region des Melkojesees liegt im Bereich des Permafrostbodens. Der See ist alljährlich von Anfang Oktober bis Ende Juni oder Anfang Juli von Eis bedeckt. An seinen flachen, sandigen und im Hinterland sumpfigen Ufern mit vielen Kleinseen gedeihen boreale Nadelwälder (Taiga) und auf den vielerorts plateauartigen Bergen der ihn umgebenden Gebirge herrscht die Tundra mit Moosen und Flechten. Im fischreichen See leben zum Beispiel Barschfische, Hechte und Lachsfische.

## Tourismus
Der Melkojesee ist attraktives Touristenziel. Im Sommer bringen Ausflugsboote viele Besucher zum See. Sie fahren von der zwischen Norilsk und dessen nordöstlichen Stadtteil Talnach gelegenen Anlegestelle bei der Ansiedlung Waljok über die Flüsse Norilka und Talaja zum See.

## Umweltverschmutzung
Die in der Region Norilsk gelegenen Fabrikanlagen des Industrie-Konzerns MMC Norilsk Nickel, dem Weltmarktführer der Produktion von Nickel und Palladium, führen – unter anderem in der Gegend westlich des Melkojesees – zu starken Umweltverschmutzungen.